# سیگلس
سیگلس (به آلمانی: Sigleß) یک منطقهٔ مسکونی در اتریش است که در ناحیه ماترسبورگ واقع شده‌است. سیگلس ۱٬۱۰۶ نفر جمعیت دارد.